# Gustav von Arnim
Gustav Karl Heinrich Ferdinand Emil von Arnim (28 tháng 1 năm 1829 tại Potsdam – 20 tháng 4 năm 1909 tại Berlin) là một sĩ quan quân đội Phổ, đã được thăng đến cấp Thượng tướng Bộ binh, à la suite của Tiểu đoàn Jäger Cận vệ đồng thời là Hiệp sĩ Huân chương Thánh Johann. Ông nhập ngũ vào năm 1848, đã từng tham gia trong cuộc Chiến tranh Pháp-Đức (1870 – 1871).

## Cuộc đời

### Thân thế
Gustav sinh ra trong gia đình quý tộc cổ von Arnim xứ Brandenburg. Ông là con trai của Kurt Gustav Theodor von Arnim (1796 – 1877), một sĩ quan Phổ làm đến cấp Thượng tướng Bộ binh.

### Sự nghiệp quân sự
Vào ngày 1 tháng 9 năm 1840, Arnim gia nhập đội thiếu sinh quân tại Potsdam, nhưng do vấn đề sức khỏe của mình, ông phải rời bỏ đội thiếu sinh quân vào ngày 19 tháng 10 năm 1841 theo yêu cầu của thân phụ ông. Sau đó, ông học trung học tại Erfurt và Berlin. Về sau, vào ngày 11 tháng 7 năm 1848, ông nhập ngũ trong Tiểu đoàn Jäger Cận vệ và tại đây, ông được bổ nhiệm làm người cầm cờ vào ngày 10 tháng 4 năm 1846, rồi được phong quân hàm Thiếu úy vào ngày 13 tháng 7 năm 1850.
Khi cuộc Chiến tranh Pháp-Đức bùng nổ, Arnim, với quân hàm Thiếu tá, được bổ nhiệm làm Tư lệnh của Tiểu đoàn Jäger Cận vệ, đã tham gia chiến đấu trong các trận đánh lớn tại Gravelotte, Sedan, cũng như trong cuộc Cuộc vây hãm Paris. Nhờ những cống hiến của mình trong cuộc chiến, ông được nhận Huân chương Thập tự Sắt Hạng nhất và Hạng nhì. Sau khi chiến tranh kết thúc, Arnim tiếp tục giữ cương vị là Chỉ huy trưởng Tiểu đoàn Jäger Cận vệ và trong Ngày Sedan năm 1873 ông được phong quân hàm Thượng tá. Vào ngày 28 tháng 10 năm 1875, ông được giao quyền chỉ đạo (Führung) Trung đoàn Phóng lựu Cận vệ Hoàng đế Franz số 2, và vào ngày 20 tháng 9 năm 1876, ông được thụ phong Tư lệnh (Kommandeur) của trung đoàn đồng thời lên cấp bậc Đại tá.
Ông từ trần vào ngày 20 tháng 4 năm 1909 tại Berlin, đế đô của Đế quốc Đức

### Gia quyến
Vào ngày 9 tháng 6, ông kết hôn với bà Henriette Friederike Pauline Elise Gumtau (10 tháng 12 năm 1830 tại Porsdam – 3 tháng 8 năm 1914 tại Bonn). Người con trai của họ, Friedrich Karl Gustav (18 tháng 6 năm 1856 tại Potsdam – 6 tháng 10 năm 1932 tại Berlin) đã nối tiếp truyền thống quân sự của dòng họ và được thăng đến cấp bậc Trung tướng.